# Cristi Conaway
Cristi Conaway (Lubbock, Texas, 14 de agosto de 1964) es una actriz y diseñadora de moda estadounidense.

## Carrera
Conaway nació en Lubbock, Texas. Estudió actuación en la Universidad Metodista del Sur. Después de mudarse a Los Ángeles, California, hizo su debut como actriz en la película para televisión de 1990 Children of the Bride. Un año después interpretó un pequeño papel en la película Doc Hollywood. En 1992 apareció en el largometraje de Tim Burton Batman Returns como la princesa de hielo. Después de Batman Returns, interpretó varios roles en cine y televisión, destacándose su participación en la serie Tales from the Crypt. También interpretó a Honey Parker en la película de 1993 Attack of the 50 Ft. Woman. En 1997 protagonizó la serie Timecop en el papel de Claire Hemmings.
En 2002, Conaway abandonó su carrera como actriz para dedicarse de tiempo completo al diseño de moda.

## Filmografía
- Doc Hollywood (1991) - Recepcionista
- Batman Returns (1992) - Princesa de hielo
- Husbands and Wives (1992) - Shawn Grainger
- Nina Takes a Lover (1994) - Amiga
- Underworld (1996) - Julianne
- My Brother's War (1997) - Kelly Hall
- Joe Somebody (2001) - Abby Manheim